# レディL
『レディL』（Lady L）は1965年のアメリカ合衆国の映画。ロマン・ガリーの書いた同名小説をピーター・ユスティノフが脚色、監督し映画化した作品。出演はソフィア・ローレンやポール・ニューマンなど。

## キャスト
| 役名           | 俳優                 | 日本語吹替                   | 日本語吹替                                                         |
| 役名           | 俳優                 | NET版                        | TBS版                                                              |
| -------------- | -------------------- | ---------------------------- | ------------------------------------------------------------------ |
| ルイーズ       | ソフィア・ローレン   | 今井和子                     | 岡本茉利                                                           |
| アルマン       | ポール・ニューマン   | 川合伸旺                     | 津嘉山正種                                                         |
| ディッキー伯爵 | デヴィッド・ニーヴン | 中村正                       | 中村正                                                             |
| メルシェ警部   | クロード・ドーファン |                              | 増岡弘                                                             |
| ジェローム     | フィリップ・ノワレ   |                              | 村松康雄                                                           |
| パーシー卿     | セシル・パーカー     |                              |                                                                    |
| サッパー       | マルセル・ダリオ     |                              |                                                                    |
| その他         |                      | 八奈見乗児 島宇志夫 滝口順平 | 島美弥子 大久保正信 城山知馨夫 好村俊子 伊井篤史 千田光男 秋元羊介 |

- NET版：初回放送1971年4月25日『日曜洋画劇場』
- TBS版：初回放送1983年10月22日『土曜映画』

## スタッフ
- 監督・脚本：ピーター・ユスティノフ
- 製作：カルロ・ポンティ
- 原作：ロマン・ガリー
- 撮影：アンリ・アルカン
- 編集：ロジャー・ドワイヤー
- 音楽：ジャン・フランセー

### 日本語版
TBS版
- 演出：長野武二郎
- 翻訳：平田勝茂
- 制作：ニュージャパンフィルム